# Oda Nobunaga
Inō – Terabe – Marune – Okehazama – Inabayama – Chōkō-ji – Kanegasaki – Anegawa – Ishiyama Hongan-ji – Hiei-zan – Nagashima – Mikatagahara – Hikida – Odani – Ichijōdani – Itami – Nagashino – Mitsuji – Kizugawaguchi – Shigisan – Tedorigawa – Takatenjin – Tottori – Hijiyama – Tenmokuzan – Takatō – Uozu – Honnōji

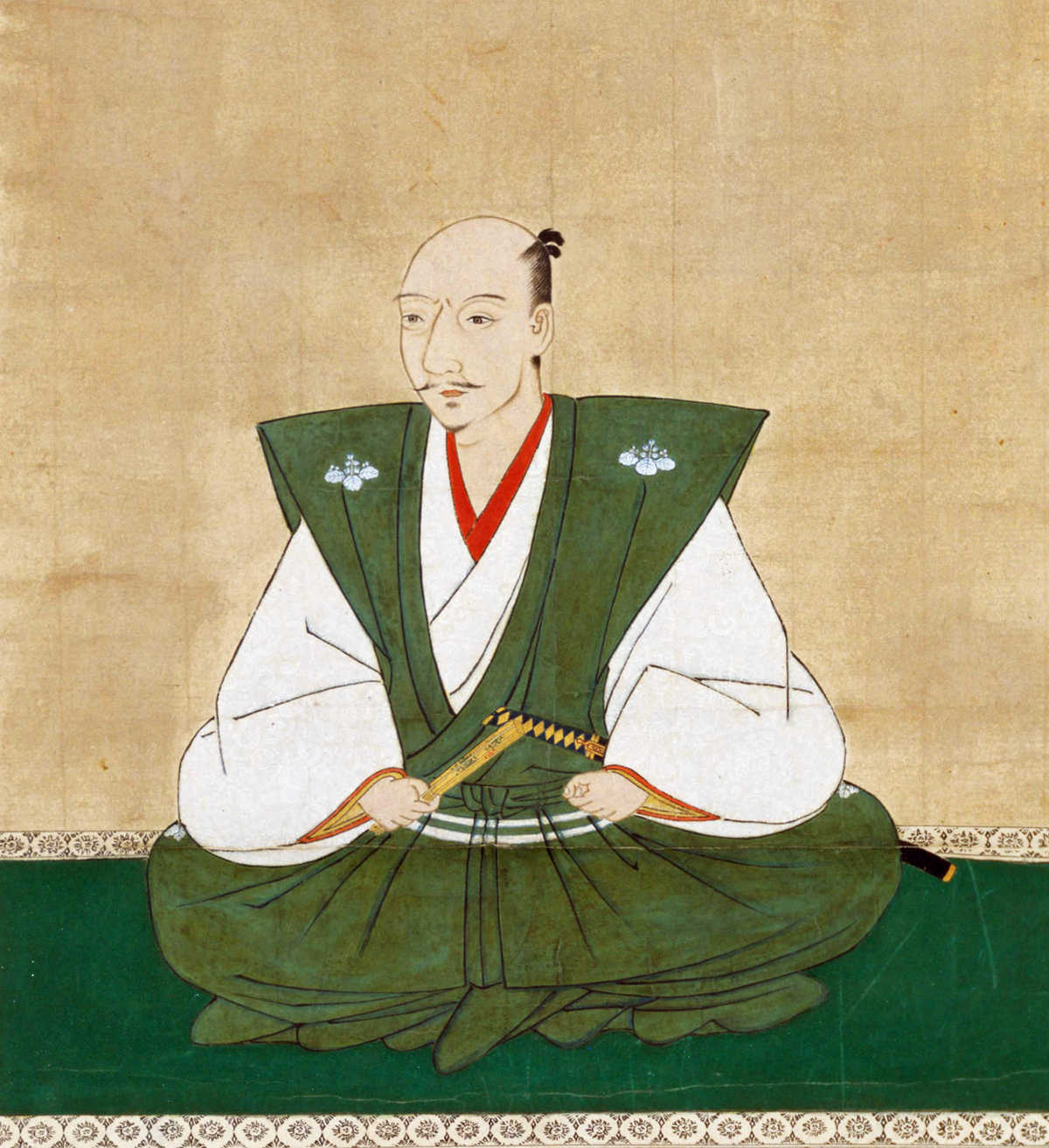
Oda Nobunaga

Oda Nobunaga (japanisch 織田 信長; * 23. Juni 1534 auf Burg Nagoya; † 21. Juni 1582 in Kyōto) war einer der mächtigsten japanischen Feldherren (大名 Daimyō) der Sengoku-Zeit (Zeit der streitenden Länder, 1467–1568; siehe auch Sengoku-Daimyō), in der die Feudalherren des politisch zersplitterten japanischen Archipels in wechselnden Konstellationen um die Vorherrschaft im Reich kämpften. Durch Förderung fähiger Gefolgsleute, eine geschickte Bündnispolitik wie auch den Einsatz der um die Mitte des 16. Jahrhunderts in Japan bekannt gewordenen Feuerwaffen gelang es ihm, den größten Teil Japans unter seine Kontrolle zu bringen. Daher wurde er später auch als erster der Drei Reichseiniger bezeichnet. In Folge einer Auseinandersetzung mit seinem Gefolgsmann Akechi Mitsuhide wurde er in den Tod getrieben und musste die Vollendung der Einigung des Reichs seinem Feldherrn Toyotomi Hideyoshi überlassen.

## Leben

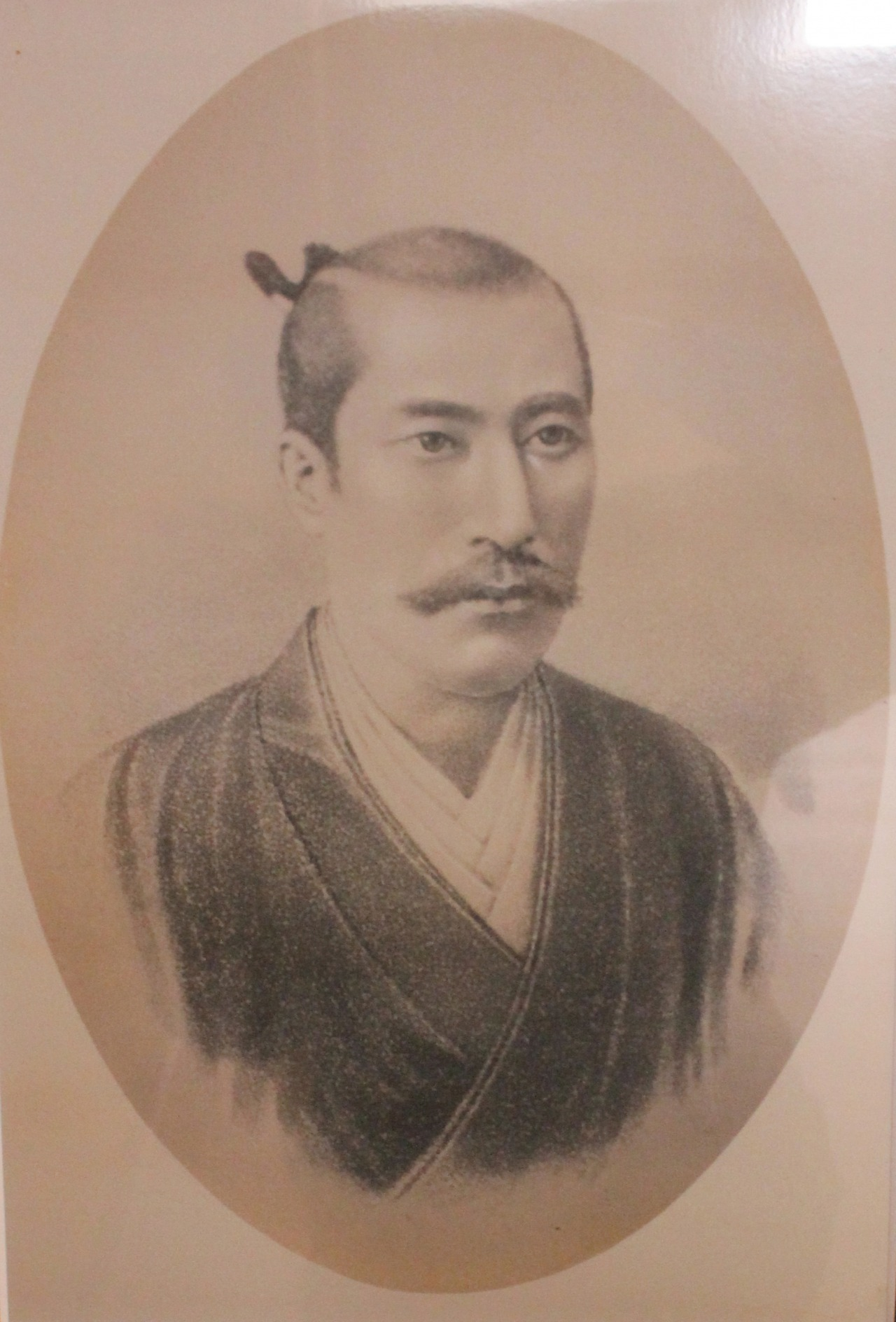
Nobunaga, gemalt von einem Jesuiten

### Von seiner Geburt bis zur Vereinigung der Owari-Provinz (1534–1560)
Oda Nobunaga wurde am 23. Juni 1534 in der Burg von Nagoya als zweites Kind eines Kriegsherrn in der Provinz Owari (heute Präfektur Aichi), Oda Nobuhide, geboren. Sein Kindesname war Kippōshi (吉法師). Sofort nach der Geburt wurde er zum Burgherrn ernannt und von einem Erzieher (moriyaku) namens Hirate Masahide erzogen. Im Gegensatz dazu wurde die Erziehung seines jüngeren Bruders Nobuyuki der Mutter überlassen. Schon während der Kindheit fiel Nobunaga durch ein freies, bisweilen bizarres Verhalten auf. Mit der Initiationsfeier im Jahre 1546 erhielt er den Erwachsenen-Status und hieß fortan Kazusanosuke Nobunaga. Zwei Jahre darauf heiratete er Nōhime, eine Tochter von Saitō Dōsan, einem Kriegsherren in der Provinz Mino (heute Präfektur Gifu). Wie viele Eheschließungen jener Zeit erfolgte auch diese unter politischen Gesichtspunkten.
Als der Vater Nobuhide 1551 unerwartet starb, fühlte sich ein Teil der von Nobunagas Verhalten befremdeten Gefolgsleute zu dem mit angenehmeren Umgangsformen gesegneten jüngeren Bruder Nobuyuki hingezogen. Im Kampf um die Position des Familienoberhaupts schlug Nobunaga seinen brüderlichen Rivalen und übernahm die Rechte des Vaters. Auch der Onkel Oda Nobutomo unternahm einen Aufstand und bemächtigte sich der eigentlich Nobunaga zustehenden Burg Kiyosu, eines militärisch und wirtschaftlich wichtigen Stützpunkts der Provinz Owari. Er wurde 1555 geschlagen und zum Tod durch Seppuku gezwungen.
In der durch Traditionen und elaborierte Umgangsformen geprägten Welt der Feudalherren schockierte Nobunaga mit seiner unorthodoxen Haltung und seinem unangepassten Verhalten. Sein Statthalter Hirate Masahide beging 1553 Seppuku, um ihn wegen seines sonderbaren Benehmens zurechtzuweisen. Nobunagas Spitzname war „Hohlkopf“ (auf Japanisch utsuke oder utsukemono) wegen seiner Kleidung, die für die damaligen Menschen nicht akzeptabel für einen Mann seines Stands war, aber aus heutiger Sicht als Ausdruck seines ausgeprägten Individualismus zu interpretieren ist.
Sein Schwiegervater Saitō Dōsan wurde 1556 von dessen eigenem Sohn Saitō Yoshitatsu getötet. Nobunaga besuchte Kyōto 1559 mit 500 Vasallen und erhielt eine Audienz bei dem 13. Muromachi-Shōgun Ashikaga Yoshiteru. In jenem Jahr wurde die Provinz Owari von Nobunaga vereinigt.

### Von Okehazama bis zum Untergang des Shōgunats Ashikaga – 1560 bis 1574
1560 kam es zur Schlacht von Okehazama. Mit etwa 2000 bis 3000 Soldaten schlug er Imagawa Yoshimoto, einen führenden Kriegsherrn in den Provinzen Mikawa (heute der östliche Teil der Präfektur Aichi), Tōtōmi (heute der westliche Teil von der Präfektur Shizuoka) und Suruga (heute der östliche Teil der Präfektur Shizuoka), der mit 25.000 Soldaten in die Provinz Owari eingefallen war. Daraufhin wurde der Klan der Imagawa massiv geschwächt, Yoshimotos Sohn und Erbe Imagawa Ujizane jedoch unterstützte Oda trotzdem und machte ihm mehrmals teure Geschenke und zog mit ihm zu Felde gegen die Takeda. 1561 starb sein Schwager Saitō Yoshitatsu. Nobunaga begann, den westlichen Teil der Provinz Mino zu erobern. 1562 schloss er das so genannte Kiyosu-Bündnis mit Matsudaira Motoyasu (späterer Tokugawa Ieyasu, dem Gründer des Tokugawa- oder Edo-Shōgunats) ab, einem neuen Kriegsherrn in der Provinz Mikawa.
1564 eroberte er den östlichen Teil der Provinz Mino. Shōgun Ashikaga Yoshiteru wurde 1565 ermordet. Die Eroberung der gesamten Provinz Mino war 1567 abgeschlossen. In diesem Jahr heiratete auch seine Schwester Ichi. Durch diese Heirat verband sich seine Familie mit dem Kriegsherrn Azai Nagamasa, der damals die Provinz Ōmi (heute Präfektur Shiga) beherrschte. Sein erster Sohn Nobutada heiratete eine Tochter der Takeda-Familie, die damals die Provinzen Kai (heute Präfektur Yamanashi) und Shinano (heute Präfektur Nagano) beherrschte. Ebenfalls 1567 kam der politische Slogan Tenka Fubu auf, die Eroberung durch Militär und die neue Wirtschaftspolitik des Rakuichi rakuza (siehe unten).
Der Bitte von Ashikaga Yoshiaki nachkommend, dem 15. und letzten Shōgun des Ashikaga-Shōgunats, eroberte Nobunaga 1568 Kyōto und weitere fünf Provinzen im Kinki-Gebiet. 1569 erhielt der portugiesische Missionar Luís Fróis, Mitglied der Gesellschaft Jesu, eine Audienz bei Nobunaga und bekam eine Aufenthaltserlaubnis für Kyōto. Im selben Jahr eroberte Nobunaga die Provinz Ise (heute Präfektur Mie). 1570 verlangte Nobunaga von Ashikaga Yoshiaki Beschränkungen des Rechts der Shōgunate und forderte andere Kriegsherren zu einem Besuch Kyōtos auf. Er begann die Eroberung der Provinz Wakasa (heute der westliche Teil der Präfektur Fukui), die damals von Asakura Yoshikage, der seine Forderungen abgelehnt hatte, beherrscht wurde. Das führte zum Konflikt mit seinem Schwager Azai Nagamasa, da die Familie Azai seit Langem mit Familie Asakura freundschaftlich verbunden war. In der Schlacht von Anegawa (Anegawa no tatakai) schlug Nobunaga mit Hilfe von Tokugawa Ieyasu das Bündnis von Azai und Asakura.
Die buddhistische Ikkō-Sekte (heute besser bekannt als Jōdo-Shinshū) begann, sich gegen Nobunaga aufzulehnen. Zu diesem Zeitpunkt hatte der Buddhismus große politische Macht in Japan. Die Ikkō-Sekte versuchte anfangs, sich mit Nobunaga zu verbünden, da sie nur ihn als den neuen Herr von Kyōto einschätzte. Nobunaga war zwar ein Buddhist, aber er versuchte die Trennung von Religion und Staat durchzusetzen. Deswegen erlaubte er die Einführung des Christentums und ließ die Vertreter beider Seiten, also Buddhisten und Jesuiten, diskutieren, um sein politisches Ziel zu erreichen. Nicht nur Nobunaga war der Meinung, dass die Missionare diese Debatten meist gewannen. Dadurch verlor der Buddhismus das Vertrauen der Regierung und des Volks, was zum Verlust ihrer politischen Macht führte. Daher hatte die Ikkō-Sekte Angst vor dem Erfolg Nobunagas, weil sie ihre politische Macht komplett verlieren konnte, wenn er Japan vereint hätte. Der Angriff auf die Ikkō-Sekte auf der Burg Nagashima 1571 war ein Misserfolg. Es kam zu einer weiteren Schlacht gegen das Azai-Ikkō-Bündnis und Nobutada brannte den Enryaku-ji-Tempel nieder.
1572 kam es zur Invasion des nördlichen Teils der Provinz Ōmi, der erste Kampf Nobutadas. Takeda Shingen marschierte in die Provinz Tōtōmi ein. Bei der Schlacht von Mikatagahara besiegte Takeda Shingen Tokugawa Ieyasu. Takeda Shingen starb 1573. Im selben Jahr kam es zu einem Aufstand des Shōguns Ashikaga Yoshiaki. Er scheiterte und Nobunaga schloss Yoshiaki aus Kyōto aus; damit ging das Ashikaga-Shōgunat unter. Mit dem Untergang des Ashikaga-Shōgunats begann die so genannte Azuchi-Momoyama-Zeit (auf Japanisch Azuchi-Momoyama jidai). Nobunaga hatte die Familien Azai und Asakura endgültig zugrunde gerichtet.

### Die Invasion des Chūgoku-Gebiets in West-Japan – 1574 bis 1582
1574 erfolgte eine Invasion von Takeda Katsuyori, dem Sohn Takeda Shingens. Nobunaga griff die Burg Nagashima an, die von der Ikkō-Sekte besetzt war. Er ließ die Burg niederbrennen und viele tausend Guerillakämpfer kamen im Feuer um. 1575 kam es zur Schlacht von Nagashino. Aufgrund des Einsatzes von hinter Palisaden geschützten Arkebusenschützen schlug das Bündnis von Nobunaga und Tokugawa Ieyasu den Takeda-Clan. Es sollen etwa 3000 Gewehre benutzt worden sein. Das Kaiserhaus empfahl, Nobunaga zum „Minister zur Rechten“ zu machen. Sein erster Sohn Nobutada erhielt die Rechte des Familienoberhaupts. Seitdem konzentrierte sich Nobunaga nur noch auf die Vereinigung Japans.
1576 befahl er den Bau der Burg Azuchi. Er griff den Tempel Hongan-ji, das Machtzentrum der Jōdo-Shinshū an. Im selben Jahr stieg er zum Innenminister auf.
Im Jahre 1577 befahl er die Invasion der Provinz Kii (heute Präfektur Wakayama). Ebenso befahl er Shibata Katsuie und Hashiba Hideyoshi (dem späteren Toyotomi Hideyoshi) den Angriff auf die Provinz Kaga (heute Präfektur Ishikawa) sowie die Invasion der Provinz Harima (heute Präfektur Hyōgo). Er stieg zum „Minister zur Rechten“ auf. Im Jahre 1578 war der Neubau der Burg Azuchi abgeschlossen, welches die erste Burg Japans war, die westliche Architekturelemente enthielt. Mit einer Teezeremonie wurde sie eingeweiht.
Nach dem Aufstand von Bessho Nagaharu in der Burg Miki trat Oda als Minister zur Rechten zurück. Es kam zum Aufstand von Araki Murashige, zur Belagerung der Burg Yagami und zur Seeschlacht von Kizukawaguchi. 1579 begann er die Invasion in die Provinz Settsu (heute Teil der Präfektur Osaka), die mit der Kapitulation der Burg Yagami endete. Die führenden Kriegsherren, Hatano Hideharu und Hatano Hidenao, wurden am Kreuz hingerichtet. Araki kapitulierte und floh zur Familie Mōri. 1580 kapitulierte Bessho Nagaharu. Er beging Seppuku; allen anderen Teilnehmern an der Revolte wurde verziehen. Mit der Ikkō-Sekte kam es zum Friedensschluss. 1581 erhielt Nobunaga erneut Besuch von einem Missionar, Alessandro Valignano. Er eroberte die Provinz Iga (heute Teil der Präfektur Mie). Einer seiner wichtigsten Vasallen, Hashiba Hideyoshi, eroberte die Burg Tottori in der Provinz Inaba (heute Präfektur Tottori). 1582 eroberte er die Provinzen Shinano und Kai. Die Takeda-Familie ging unter; keines ihrer Mitglieder überlebte.
Im selben Jahr nutzte einer seiner Generäle, Akechi Mitsuhide, die Gelegenheit, sich an Oda Nobunaga für eine frühere Beleidigung zu rächen. Während eines Gastmahls hatte Oda im angetrunkenen Zustand Akechis Kopf unter seinen Arm geklemmt und das Haupt wie eine Trommel mit dem Fächer traktiert. Als Oda sich im Tempel Honnō-ji zu Kyōto aufhielt, brachte Akechi ihn in einem Überraschungsangriff in seine Gewalt. Um seinem Gegner nicht lebend in die Hände zu fallen, beging der durch Pfeile schwer verwundete Oda Seppuku. Toyotomi Hideyoshi schloss daraufhin zunächst Frieden mit den Mōri und setzte Akechi nach. Bereits 13 Tage nach Odas Tod schlug er ihn vernichtend in der Schlacht von Yamazaki (bei Kyōto). Mitsuhide floh, wurde aber auf der Flucht umgebracht. Nach diesem Sieg übernahm Hideyoshi die Vormundschaft über den einjährigen Enkel Nobunagas und sicherte sich in mehreren Schlachten die Nachfolge von Nobunaga als stärkster Heerführer des Reichs.

### Nachkommen
- Oda Nobutada (* 1557; † 1582)
- Oda Nobukatsu (* 1558; † 1630)
- Oda Nobutaka (* 1558; † 1583)
- Tokuhime (* 1559; † 1636)

## Politik

### Rakuichi rakuza
Sehr früh verstand Nobunaga die Bedeutung der Wirtschaft und dass der wirtschaftliche Gewinn der Gilden (za) monopolisiert wurde. Das betrachtete er als ein großes Problem, da er eine zentralisierte Regierung bilden und die Wirtschaft aktivieren wollte. Nobunaga schaffte deswegen die privilegierten Gilden und das Monopol ab. Außerdem schützte er den Handel durch Steuerbefreiungen und neue Zinsgesetze, so dass den Menschen freier Handel ermöglicht wurde. Diese Politik der wirtschaftlichen Liberalisierung hieß Rakuichi rakuza (楽市楽座 ‚freie Märkte, freie/offene Gilden‘).

### Talentförderung
Nobunaga revolutionierte die äußerst strikte soziale Ordnung, die mit einem Kastensystem vergleichbar war. Diejenigen, die aus niedrigen sozialen Schichten stammten, hatten keine Aufstiegschancen und mussten sich in ihr durch Geburt bestimmtes Schicksal fügen. Diese starre Tradition brach Nobunaga durch die Einführung der Talentförderung. Je mehr seine Vasallen leisteten, desto höhere Positionen waren für sie erreichbar. Toyotomi Hideyoshi oder Akechi Mitsuhide sind dafür gute Beispiele.

### Einführung des Berufssoldatentums
Bis zur Mitte des 16. Jahrhunderts gab es neben den Samurai in Japan keine Berufssoldaten; insbesondere die große Zahl der Fußsoldaten wurde aus den Reihen der Bauern rekrutiert. Daher mussten während der Ackerbausaison die Kämpfe ruhen. Durch die Sammlung von Handelskapital gelang es Nobunaga, die Soldaten von den Bauern zu trennen und sie jederzeit zu mobilisieren, was seiner Armee eine höhere Schlagkraft verlieh.

### Die europäische Kultur und Christentum
Im August 1543 strandete bei der Insel Tanegashima ein Schiff mit drei portugiesischen Seeleuten an Bord, unter ihnen Fernão Mendes Pinto. Soweit man weiß, waren dies die ersten Besucher aus dem Westen, die Japan erreichten. Von den Japanern wurden sie Namban-jin, Barbaren aus dem Süden genannt. Sie brachten neben anderen für die Japaner unbekannten und somit interessanten Dingen die ersten Handfeuerwaffen (Luntenschlossgewehre) nach Japan. Die Einfuhr und der Einsatz dieser Feuerwaffen hat die traditionelle Kriegsführung in Japan und damit verbunden den Lauf der japanischen Geschichte nachhaltig beeinflusst. Nobunaga soll sehr beeindruckt von dieser westlichen Technologie gewesen sein, nahm sie bereitwillig auf und führte sie rasch zu seinem eigenen Vorteil in seiner Armee ein. Er war der erste Feldherr, der sich durch den massiven Einsatz von Feuerwaffen einer den Japanern bis dahin unbekannten – aber auch als unehrenhaft empfundenen – Gefechtsführung bediente. Dies gilt als der Beginn des materiellen und kulturellen Austausches zwischen Japan und Europa.
1549 kam der erste Missionar, Francisco de Xavier, mit zwei portugiesischen Jesuiten, zwei Dienern und drei Japanern in Kagoshima an. Er öffnete Japan dem Einfluss der westlichen Kultur und Wissenschaft. Neben den Lehren der Bibel sahen die Jesuiten, und später auch die Dominikaner und Franziskaner, in der westlichen Gelehrsamkeit ein vorzügliches Mittel, den Katholizismus zu verbreiten. Auch die Versorgung von Kranken und Verwundeten brachte der Bevölkerung eine gewisse Erleichterung in einem von heftigen kriegerischen Auseinandersetzungen heimgesuchten Land. Doch zogen sich die Jesuiten bald von diesen Aktivitäten zurück.
Nobunaga, dem der Buddhismus wegen der Macht der Klöster und seines Einflusses auf die Politik suspekt war, hieß die Jesuiten als Gegengewicht willkommen. Er ließ erste Missionierungen für das Christentum zu, beschützte die Missionare der Gesellschaft Jesu und erlaubte ihnen den Aufbau eines theologischen Seminars (Seminario). Durch diese Strategie gelang es Nobunaga, die weltliche Autorität des Buddhismus einzuschränken und die Politik von der Religion zu trennen.
Später wurde Nobunagas anfänglich positive Haltung zum Christentum jedoch zurückhaltender. So wollte er selbst nicht konvertieren, sondern sich nach seinem Tod als Gottheit verehren lassen, was nicht mit der christlichen Lehre vereinbar gewesen wäre. Ferner reichte sein eigentlicher Machtbereich auch nicht in die christlich geprägten Gebiete Westjapans.

### Medizin und Krankenpflege
Luís de Almeida (1525–1583), ein portugiesischer Chirurg und Kaufmann, der in Japan als nicht-ordinierter Bruder in den Jesuitenorden eintrat, verwendete sein im Handel erworbenes Vermögen für karitative Zwecke. Abgestoßen von der zunehmenden Praxis des mabiki („Setzlinge ausdünnen“, d. h. sich ungewollter Kinder durch Abtreibung, Tötung oder Aussetzen zu entledigen) unter den Armen, eröffnete er 1556 ein Heim für Findelkinder. Er wurde von Ōtomo Yoshishige, dem Shugo-Daimyō von Bungo, unterstützt und erweiterte sein Heim am Ende desselben Jahres durch ein Krankenhaus (in Funai, heute Ōita), in dem westliche Chirurgie und sinojapanische Internie betrieben wurde. Auch kümmerte man sich hier um Leprakranke. Kräuter und Medikamente wurden teils aus Macau eingeführt, teils vor Ort gesammelt bzw. angekauft. Dies war das erste Krankenhaus Japans, in dem man auch westliche Therapien anwendete. Allerdings wurde es bereits 1587 durch Truppen aus Satsuma zerstört.
Innerhalb des Ordens gab es schon bald einen starken Widerstand gegen die medizinischen, besonders die chirurgischen Aktivitäten de Almeidas, der allerdings im Gegensatz zu den ordinierten Patern nicht an den Grundkurs der Kirche, sich von diesem blutigen Handwerk zurückzuhalten, gebunden war. Dennoch musste er nach nur einem Jahr das Krankenhaus verlassen. Die Kranken- und Altenpflege wurde zwar weiterhin betrieben, blieb aber Aufgabe nicht-ordinierter japanischer Brüder (irmaõs) und Helfer. Die überwiegend spanischen Franziskaner und Dominikaner, die gegen Ende des Jahrhunderts nach Japan kamen, sahen in diesem Bereich hingegen einen Schwerpunkt ihrer Aktivitäten.
Gegen Ende des 16. Jahrhunderts nahm der Druck auf die Christen zu, was in der Verfolgung und Ausweisung aller Spanier und Portugiesen und der vollständigen Abschottung des Landes gegen alle Fremden im Jahr 1639 gipfelte. Mit der Zerstörung des Krankenhauses in Funai und der zunehmend schärferen Verfolgung des Christentums war der medizinische Austausch faktisch zusammengebrochen. Es blieben einige neue Mittel wie die Verwendung von Olivenöl, Tierfett, Tabak (aus Amerika) und des Wundkauters. Zur Ausbildung eines westlichen Paradigmas kam es erst nach dem Beginn kontinuierlicher medizinischer Kontakte über die Chirurgen und Ärzte der Niederländischen Ostindien-Kompanie.

## Shintō
Nobunaga brachte große Summen für die Renovierung von Shintō-Schreinen auf, insbesondere für den Ise-jingū und den Atsuta-jingū. Er wird in mindestens zwei Schreinen als Kami verehrt: Im Take-isao-no-yashiro in der Stadt Tendō, Präfektur Yamagata (erbaut kurz nach 1582, seinen Namen erhielt er jedoch erst im Jahr 1870) und im Take-isao-Schrein (auch Kenkun-Schrein) in Kyōto (erbaut im Jahr 1870), zusammen mit seinem Sohn Nobutada.

## Trivia
Es ist bekannt, dass Oda Nobunaga Go spielte und einer seiner Lehrer Hon'inbō Sansa war.

## Fernsehdokumentationen
Netflix strahlte im Jahr 2021 mit Zeitalter der Samurai: Der Kampf um Japan eine sechsteilige Dokumentation über Oda Nobunagas Aufstieg und die Geschehnisse bis zum Beginn der Ära der Tokugawa bzw. dem Beginn der Edo-Zeit aus, in der zahlreiche Historiker zu Wort kommen.